# Parc Forestal de la Bastida
El parc de Forestal de la Bastida o simplement parc de la Bastida és una zona verda periurbana situada al municipi de Santa Coloma de Gramenet.

## Història
La zona coneguda com la Bastida és el sector més occidental de la Serra de Mosques d'Ase, un espai d'unes 10 hectàrees situat entre la Riera Alta, el recinte de Torribera, el terme de Badalona i el parc de la Serralada de Marina. El 1960 es va aprovar la urbanització de l'espai amb unes 325 cases unifamiliars, tanmateix aquest projecte no prosperà. Més endavant el 1976 l'ajuntament comprà i catalogà la zona com a sòl verd, tot i que tampoc s'enjardinà. L'espai a partir d'aleshores fou reforestat per veïns, associacions i instituts del municipi. L'any 2008 l'ajuntament de Santa Coloma, governat pel PSC, aprova un projecte d'urbanització d'unes 8 hectàrees i 537 habitatges. Aquest projecte fou criticat per l'oposició i durament rebutjat pels veïns, els quals organitzaren activiats de protesta com una acampada i plantades en la zona del parc. Finalment l'ajuntament va fer marxa enrere i reduí la zona urbana a 2 hectàrees i es va comprometre a crear el parc, que finalment va ser inaugurat l'any 2010. L'any 2018 entrà a la xarxa de parcs metropolitans.

## Descripció

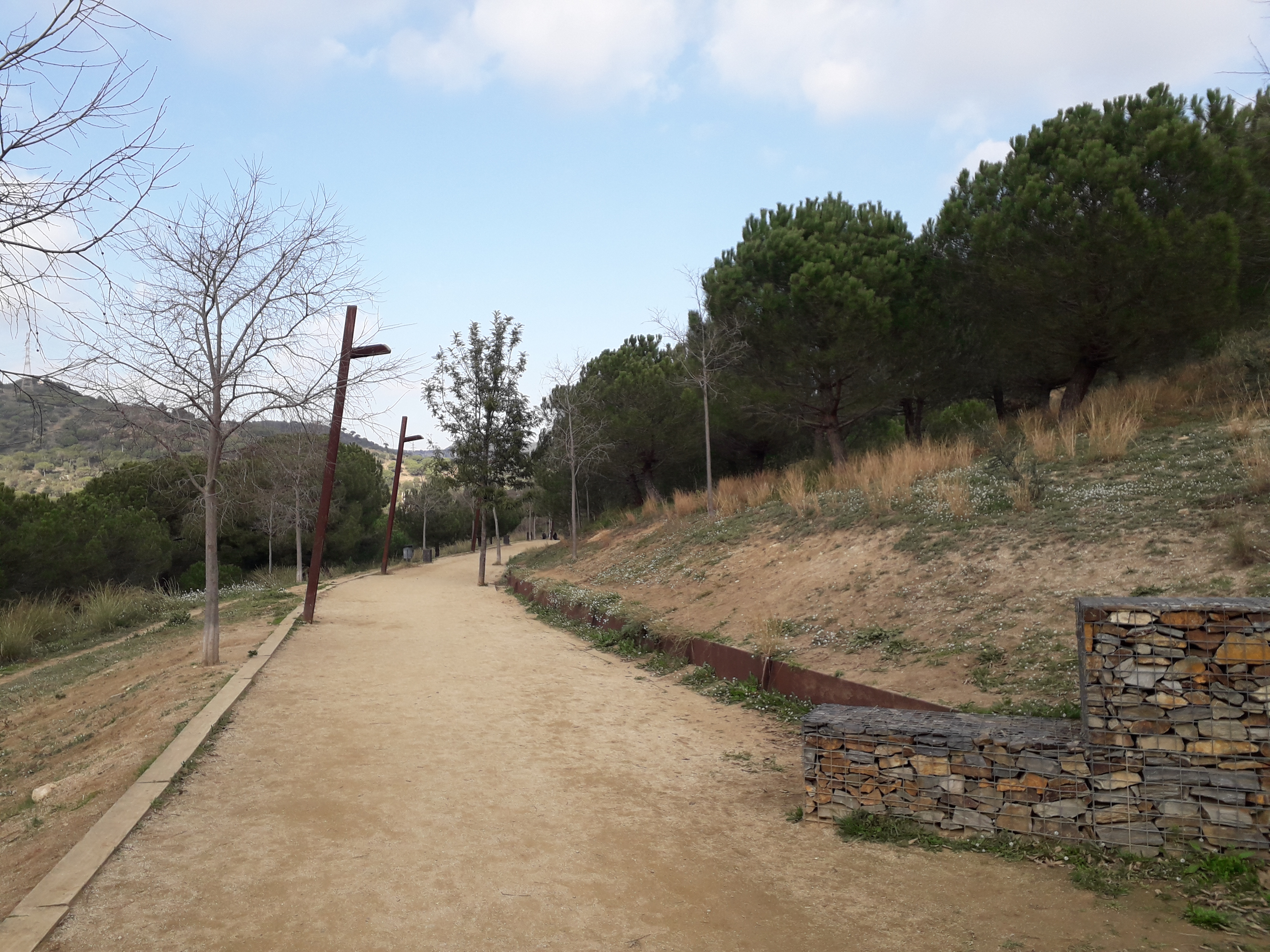
Passeig central

El parc és un espai seminatural de transició de més de 8 hectàrees situat entre el barri de la riera Alta de Santa Coloma i el Parc de la serra de Marina, que tot just comença a la serra de Mosques d'Ase, a llevant del parc de la Bastida. El parc s'inaugurà l'any 2010 i és obra del paisatgista Juan José Martínez Sabater. Consta d'un passeig principal que comunica la zona urbana amb el camí forestal de Sant Jeroni de la Murtra, diversos senders que comuniquen el passeig amb les diverses zones d'esbarjo i jocs infantils.
Degut a la seva orografia, la zona verda està disposada en talussos i marges, els quals estan vegetats amb espècies autòctones forestals per tal d'afavorir el refugi de fauna. El parc compta amb diversos miradors i zones de pícnic amb vistes panoràmiques de la ciutat de Santa Coloma, la serralada de Marina, Torribera i la vall del Besòs.